# Lijst van beschermd erfgoed in Aubange
Onderstaande tabel geeft een overzicht van de beschermde erfgoederen in de gemeente Aubange. Het beschermd erfgoed maakt deel uit van het cultureel erfgoed in België.
| Object | Bouwjaar/architect | Deelgemeente | Adres                               | Coördinaten                   | Nummer?                | Afbeelding |
| --- | ------------------ | ------------ | ----------------------------------- | ----------------------------- | ---------------------- | --- |
| Totaliteit van de kasteelhoeve van Noedelange, van de smederij, gevels en daken van gebouwen van de boerderij met uitzicht op de binnenplaats en omliggende muren en ondersteuning van de tuin en het ensemble van deze gebouwen en hun omliggende terreinen |                    |              | Guerlange                           | 49° 35' 7" NB, 5° 50' 45" OL  | 81004-CLT-0001-01 Info | |
| Het croix de justice in het centrum van het dorp, aan het kruispunt van de rue du Châlet en de rue de la Fraternité |                    |              | Halanzy                             | 49° 33' 34" NB, 5° 44' 35" OL | 81004-CLT-0003-01 Info | |
| Calvarie |                    |              |                                     | 49° 34' 9" NB, 5° 48' 24" OL  | 81004-CLT-0004-01 Info | |
| Calvarie |                    |              | rue Arend, Aubange                  | 49° 33' 59" NB, 5° 50' 1" OL  | 81004-CLT-0005-01 Info | |
| Calvarie op de begraafplaats van Athus |                    |              |                                     | 49° 33' 53" NB, 5° 50' 7" OL  | 81004-CLT-0006-01 Info | |
| Calvarie tegen de muur van de kerk Saint-Etienne |                    |              | Athus                               | 49° 33' 55" NB, 5° 50' 9" OL  | 81004-CLT-0007-01 Info | |
| Calvarie |                    |              | rue de Messancy, bij nr 12, Aubange | 49° 34' 17" NB, 5° 48' 13" OL | 81004-CLT-0009-01 Info | |
| Calvarie van Battincourt |                    |              | rue du Monument 19, Aubange         | 49° 34' 52" NB, 5° 45' 35" OL | 81004-CLT-0010-01 Info | |
| Calvarie |                    |              | rue de la Marne, Rachecourt         | 49° 35' 23" NB, 5° 43' 35" OL | 81004-CLT-0011-01 Info | |
| Calvarie bij uitgang dorp Guerlange |                    |              |                                     | 49° 34' 59" NB, 5° 51' 28" OL | 81004-CLT-0012-01 Info | Calvarie bij uitgang dorp Guerlange                                                                               |
| Calvarie in de hoek van de wegen rue du Calvaire en rue de Noedelange |                    |              | Guerlange                           | 49° 34' 59" NB, 5° 51' 11" OL | 81004-CLT-0013-01 Info | Calvarie in de hoek van de wegen rue du Calvaire en rue de Noedelange                                             |
| Calvarie tussen Rachecourt en Halanzy |                    |              |                                     | 49° 35' 0" NB, 5° 43' 56" OL  | 81004-CLT-0014-01 Info | Calvarie tussen Rachecourt en Halanzy                                                                             |
| Calvarie ingebouwd in de voorkant van de schuur van n°57 |                    |              | rue Claie, à Aix-sur-Cloie          | 49° 34' 36" NB, 5° 46' 50" OL | 81004-CLT-0015-01 Info | Calvarie ingebouwd in de voorkant van de schuur van n°57                                                          |
| Calvarie gesitueerd ter plaatse genaamd "Drinck" |                    |              | Aix-sur-Cloie                       | 49° 34' 47" NB, 5° 46' 56" OL | 81004-CLT-0016-01 Info | Calvarie gesitueerd ter plaatse genaamd "Drinck"                                                                  |
| Calvarie in de voorkant van de schoolmuur |                    |              | Aix-sur-Cloie                       | 49° 34' 37" NB, 5° 46' 55" OL | 81004-CLT-0017-01 Info | Calvarie in de voorkant van de schoolmuur                                                                         |
| Calvarie langs de weg chemin d'Halanzy |                    |              | Aix-sur-Cloie                       | 49° 34' 26" NB, 5° 46' 48" OL | 81004-CLT-0018-01 Info | |
| Domein van Clémarais |                    |              | Aubange                             | 49° 34' 24" NB, 5° 47' 51" OL | 81004-CLT-0019-01 Info | Domein van Clémarais                                                                                              |
| De sacristie, twee calvaries en omringende muur van Guerlange, en het ensemble van de begraafplaats van Guerlange |                    |              |                                     | 49° 34' 55" NB, 5° 51' 17" OL | 81004-CLT-0020-01 Info | De sacristie, twee calvaries en omringende muur van Guerlange, en het ensemble van de begraafplaats van Guerlange |